# Centro de Controlo do CERN

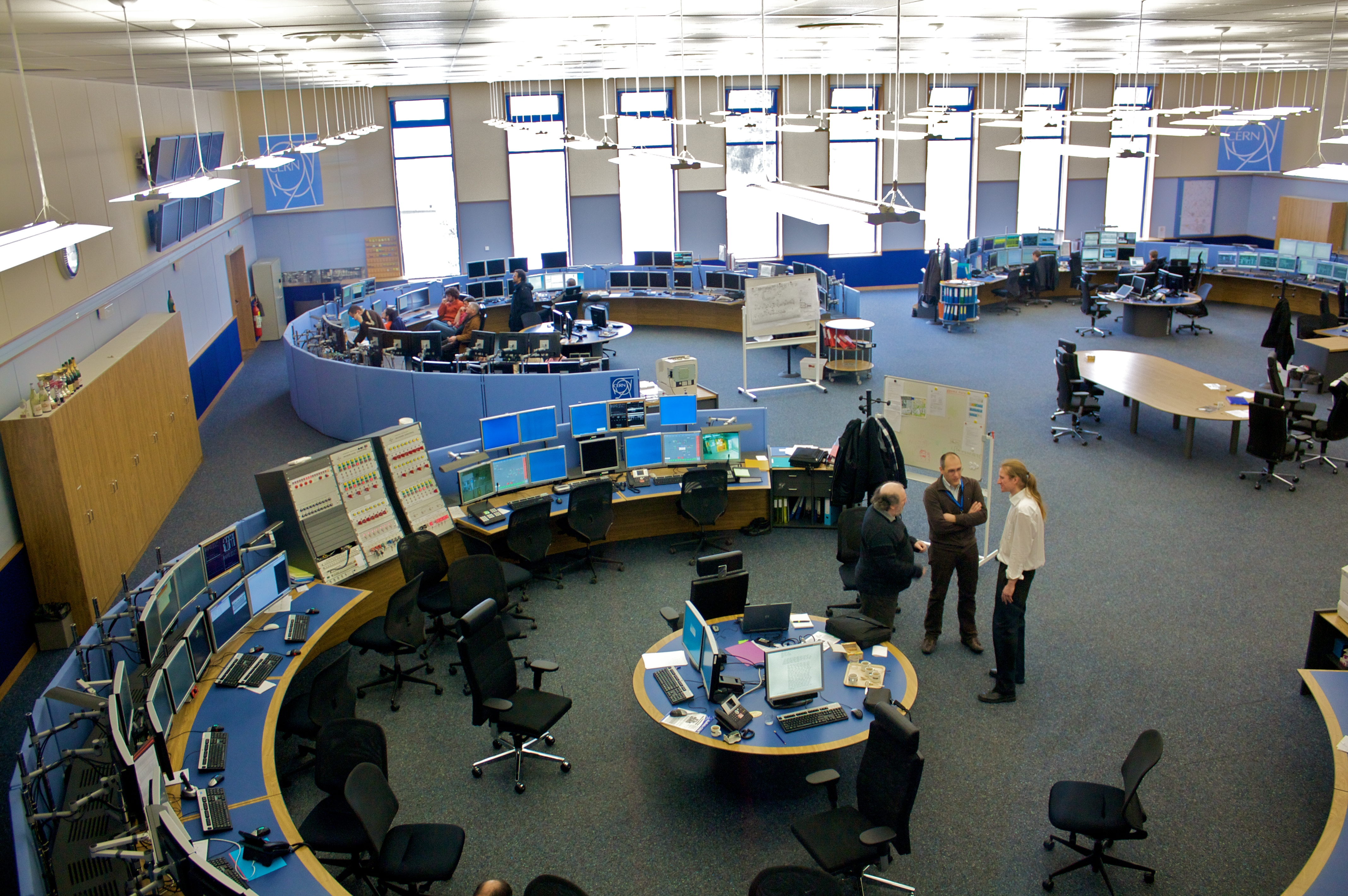
Centro de Controlo do CERN - CCC

O Centro de Controlo do CERN (CCC), foi inaugurado em 2006. Além de ser a sala de controlo do LHC é também o local onde foram centralizadas todas as salas de controlo, oito ao total, que se encontravam disseminadas no CERN junto de cada acelerador - Aceleradores do CERN) - assim como o centro do controlo da criogenia e das infraestruturas.
A  centralização foi necessária porque já no tempo de LEP - o acelerador que foi desmantelado em 2000 para nele se instalar o LHC - o controlo era delicado visto se ter de contactar cada uma da salas de controlo separadamente para reagir a um problema. A própria configuração do LHC o pedia, visto que para chegarem ao túnel de 27 Km de circunferência do LHC os protões são agrupados em feixes e acelerados em quatro máquinas cada vez mais potentes e maiores para atingirem os 450 GeV.
O desempenho do LHC depende de toda esta cadeia de máquinas que o alimentam, como o  Sincrotrão a Protões, o PS, o mais antigo acelerador do CERN com mais de 50 anos no seu activo, ainda prepara feixes para o LHC ao mesmo tempo que alimenta o  Desacelerador de antiprotões (AD).
No CCC encontram-se reunidos 39 écrans de controlo distribuídas em quatro zonas: LHC, SPS, PS e as infra-estruturas técnicas (acessos, criogenia, etc.), que durante os períodos de ponta permite que 13 operadores trabalhem simultaneamente, sem contar com os numerosos peritos encarregados de os apoiar.